# Løgplante
En løgplante er en staude, som danner et løg, dvs et underjordisk, lodret skud med omdannede blade eller bladbasis, der bruges til at oplagre næring (sukker, stivelse m.m.) til brug for plantens vækst næste forår. 
Andre typer af oplagringsorganer som f.eks. knolde, jordstængler og rodknolde kaldes af og til for "løg", hvis de ligner de ægte løgplanters oplagringsorganer. Den korrekte samlebetegnelse for planter, der opbevarer næring i underjordiske organer er kryptofyt.
Planter, der danner ægte løg, tilhører alle de enkimbladede og omfatter følgende grupper:
- Løg-familien (Alliaceae), herunder vores almindelige spiseløg og mange andre dyrkede spise- og prydplanter. Løgfamilien regnes i dag af nogle som underfamilie af Påskelilje-familien.
- Liljer, Tulipaner og mange flere fra Lilje-familien.
- Belladonnaliljer, Ridderstjerner, Narcisser og mange andre medlemmer af Påskelilje-familien.
- To grupper fra Iris-familien Xiphium (de såkaldte "hollandske iris'er) og Hermesfinger (miniature-iris'er).

## Haveplanter
Blandt de velkendte og efterspurgte løgplanter til havebrug kan nævnes:
Løg-familien
- Løg-slægten (Allium)
  - Guld-Løg (Allium moly)
  - Rams-Løg (Allium ursinum)

Lilje-familien
- Fritillaria
  - Kejserkrone (Fritillaria imperialis)
  - Vibeæg (Fritillaria meleagris)
- Lilje (Lilium)
  - Krans-Lilje (Lilium martagon)
- Tulipan (Tulipa)

Hyacint-familien
- Hyacint (Hyacinthus)
- Perlehyacint (Muscari)
- Skilla (Scilla)

Påskelilje-familien
- Hvidblomme (Leucojum)
  - Dorotealilje (Leucojum vernum)
- Narcis (Narcissus)
  - Pinselilje (Narcissus poeticus)
  - Påskelilje (Narcissus pseudonarcissus)
- Vintergæk (Galanthus)

Iris-familien